# Fussballclub Freienbach 2021-2022
Questa voce raccoglie le informazioni riguardanti il Fussballclub Freienbach nelle competizioni ufficiali della stagione 2021-2022.

## Stagione
Nella stagione 2021-2022 il Freienbach, allenato da Jürgen Seeberger, concluse il campionato di Prima Lega al 7º posto.

## Rosa
| N. |                     | Ruolo | Calciatore         |
| -- | ------------------- | ----- | ------------------ |
| 1  | Svizzera (bandiera) | P     | Andrin Züger       |
| 3  | Svizzera (bandiera) | D     | Erick Ntsika       |
| 5  | Kosovo (bandiera)   | C     | Norbert Frrokaj    |
| 7  | Svizzera (bandiera) | A     | Marsel Stević      |
| 8  | Svizzera (bandiera) | A     | Alessandro Sabino  |
| 9  | Italia (bandiera)   | D     | Adriano Sodano     |
| 10 | Svizzera (bandiera) | C     | Nikolaj Gavrić     |
| 11 | Brasile (bandiera)  | A     | Machado            |
| 12 | Svizzera (bandiera) | D     | Francesco Amendola |
| 14 | Svizzera (bandiera) | D     | Jan Auf der Maur   |
| 16 | Germania (bandiera) | C     | Davide D'Acunto    |
| 17 | Germania (bandiera) | C     | Felix Knörle       |
| 18 | Svizzera (bandiera) | C     | Luca Straub        |

| N. |                          | Ruolo | Calciatore         |
| -- | ------------------------ | ----- | ------------------ |
| 19 | Serbia (bandiera)        | C     | Aleksandar Radović |
| 20 | Svizzera (bandiera)      | D     | Tiago Ribeiro      |
| 21 | Svizzera (bandiera)      | C     | Mirco Döttling     |
| 24 | Svizzera (bandiera)      | D     | Maxime Carpy       |
| 26 | Svizzera (bandiera)      | D     | Salen Dzaferi      |
| 27 | Portogallo (bandiera)    | C     | Fabio Quintoles    |
| 30 | Liechtenstein (bandiera) | P     | Lorenzo Lo Russo   |
|    | Malta (bandiera)         | P     | Philip Schranz     |
|    | Paesi Bassi (bandiera)   | D     | Bjorn Bonthuis     |
|    | Svizzera (bandiera)      | D     | Meo Dalgic         |
|    | Serbia (bandiera)        | D     | Nino Simic         |
|    | Svizzera (bandiera)      | C     | Daniele My         |
|    | Svizzera (bandiera)      | C     | Fabio Solimando    |

## Organigramma societario
Area tecnica
- Allenatore: Jürgen Seeberger
- Allenatore in seconda: Nikolaj Gavrić
- Preparatore dei portieri:
- Preparatori atletici:

## Calciomercato

### Sessione estiva
| Acquisti | Acquisti          | Acquisti           | Acquisti |
| R.       | Nome              | da                 | Modalità |
| -------- | ----------------- | ------------------ | -------- |
| D        | Erick Ntsika      | Muri               |          |
| D        | Jan Auf der Maur  | Einsiedeln         |          |
| D        | Salen Dzaferi     | Rapperswil-Jona II |          |
| A        | Alessandro Sabino | Rapperswil-Jona II |          |
| C        | Fabio Quintoles   | YF Juventus        |          |
| D        | Nino Simic        | FC Bassersdorf     |          |
| P        | Lorenzo Lo Russo  | Linth 04           |          |
| C        | Felix Knörle      | Köniz II           |          |

| Cessioni | Cessioni       | Cessioni | Cessioni |
| R.       | Nome           | a        | Modalità |
| -------- | -------------- | -------- | -------- |
| D        | Alessio Stumpo | Weesen   |          |
| D        | Mattia Desole  | Tuggen   |          |

### Sessione invernale
| Acquisti | Acquisti        | Acquisti        | Acquisti |
| R.       | Nome            | da              | Modalità |
| -------- | --------------- | --------------- | -------- |
| D        | Bjorn Bonthuis  | Red Star Zurigo |          |
| P        | Philip Schranz  | FV Wannsee      |          |
| C        | Fabio Solimando | Zurigo II       |          |

| Cessioni | Cessioni      | Cessioni | Cessioni |
| R.       | Nome          | a        | Modalità |
| -------- | ------------- | -------- | -------- |
| C        | Dennis Boakye | Schötz   |          |

## Risultati

### Prima Lega

#### andata
| Arbitro: | Rogalla |

|                                   |           |  |
| Herger 3’, 17’, 55’ Teichmann 44’ | Marcatori |  |

| Freienbach 28 agosto 2021, ore 17:00 CEST 2ª giornata  | Freienbach | 1 – 1 referto | Wettswil-Bonstetten | Sportanlage Chrummen (300 spett.) |
| \| \| \| \| \| Sodano 45’ \| Marcatori \| 21’ Peter \| |            |               |                     |                                   |
|                                                        |            |               |                     |                                   |
| Sodano 45’                                             | Marcatori  | 21’ Peter     |                     |                                   |

| Collina d'Oro 4 settembre 2021, ore 18:00 CEST 3ª giornata      | Paradiso  | 2 – 1 referto | Freienbach | Campo Pian Scairolo (240 spett.) |
| \| \| \| \| \| Guarino 52’, 86’ \| Marcatori \| 58’ D'Acunto \| |           |               |            |                                  |
|                                                                 |           |               |            |                                  |
| Guarino 52’, 86’                                                | Marcatori | 58’ D'Acunto  |            |                                  |

| Lugano 11 settembre 2021, ore 18:00 CEST 4ª giornata | Lugano II | 0 – 1 referto | Freienbach | Stadio di Cornaredo (100 spett.) |
| \| \| \| \| \| \| Marcatori \| 27’ Sabino \|         |           |               |            |                                  |
|                                                      |           |               |            |                                  |
|                                                      | Marcatori | 27’ Sabino    |            |                                  |

| Freienbach 18 settembre 2021, ore 17:00 CEST 5ª giornata                       | Freienbach | 3 – 2 referto   | San Gallo II | Sportanlage Chrummen (200 spett.) |
| \| \| \| \| \| Straub 24’, 37’ Döttling 29’ \| Marcatori \| 16’, 90’ Cavegn \| |            |                 |              |                                   |
|                                                                                |            |                 |              |                                   |
| Straub 24’, 37’ Döttling 29’                                                   | Marcatori  | 16’, 90’ Cavegn |              |                                   |

| Winterthur 25 settembre 2021, ore 16:00 CEST 6ª giornata | Winterthur II | 0 – 1 referto | Freienbach | Stadion Schützenwiese (100 spett.) |
| \| \| \| \| \| \| Marcatori \| 81’ Machado \|            |               |               |            |                                    |
|                                                          |               |               |            |                                    |
|                                                          | Marcatori     | 81’ Machado   |            |                                    |

| Freienbach 2 ottobre 2021, ore 17:00 CEST 7ª giornata                            | Freienbach | 2 – 2 referto         | Uzwil | Sportanlage Chrummen (300 spett.) |
| \| \| \| \| \| Döttling 73’ Ribeiro 90’ \| Marcatori \| 14’ Hajrović 90’ Uetz \| |            |                       |       |                                   |
|                                                                                  |            |                       |       |                                   |
| Döttling 73’ Ribeiro 90’                                                         | Marcatori  | 14’ Hajrović 90’ Uetz |       |                                   |

| Balzers 16 ottobre 2021, ore 16:00 CEST 8ª giornata                                  | Balzers   | 0 – 5 referto                                      | Freienbach | Sportplatz Rheinau |
| \| \| \| \| \| \| Marcatori \| 20’ Machado 56’, 58’ Sabino 75’ Ribeiro 79’ Straub \| |           |                                                    |            |                    |
|                                                                                      |           |                                                    |            |                    |
|                                                                                      | Marcatori | 20’ Machado 56’, 58’ Sabino 75’ Ribeiro 79’ Straub |            |                    |

| Freienbach 23 ottobre 2021, ore 17:00 CEST 9ª giornata              | Freienbach | 3 – 1 referto | Tuggen | Sportanlage Chrummen |
| \| \| \| \| \| Frrokaj 17’, 21’, 51’ \| Marcatori \| 14’ Bärtsch \| |            |               |        |                      |
|                                                                     |            |               |        |                      |
| Frrokaj 17’, 21’, 51’                                               | Marcatori  | 14’ Bärtsch   |        |                      |

| Näfels 30 ottobre 2021, ore 16:00 CEST 10ª giornata       | Linth 04  | 0 – 2 referto           | Freienbach | Linth-Arena (200 spett.) |
| \| \| \| \| \| \| Marcatori \| 37’ Ribeiro 45’ Machado \| |           |                         |            |                          |
|                                                           |           |                         |            |                          |
|                                                           | Marcatori | 37’ Ribeiro 45’ Machado |            |                          |

| Arbitro: | Jaussi |

|                                         |           |  |
| Sabino 24’ Sodano 36’, 74’ D'Acunto 58’ | Marcatori |  |

| Arbitro: | Duc |

|                         |           |            |
| Islamaj 14’ Benziar 81’ | Marcatori | 45’ Sabino |

| Arbitro: | Qovanaj |

|                                                  |           |  |
| Machado 13’ Radović 49’ Stević 68’ Quintoles 71’ | Marcatori |  |

| Freienbach 27 novembre 2021, ore 17:00 CET 14ª giornata                            | Freienbach | 3 – 2 referto        | Baden | Sportanlage Chrummen (275 spett.) |
| \| \| \| \| \| Straub 2’ Döttling 30’, 54’ \| Marcatori \| 16’ Romano 90’ Laski \| |            |                      |       |                                   |
|                                                                                    |            |                      |       |                                   |
| Straub 2’ Döttling 30’, 54’                                                        | Marcatori  | 16’ Romano 90’ Laski |       |                                   |

| Wettswil 5 marzo 2022, ore 16:00 CET 15ª giornata | Wettswil-Bonstetten | 2 – 0 referto | Freienbach | Sportplatz Moos |
| \| \| \| \| \| Mesto 21’, 26’ \| Marcatori \| \|  |                     |               |            |                 |
|                                                   |                     |               |            |                 |
| Mesto 21’, 26’                                    | Marcatori           |               |            |                 |

#### ritorno
| Freienbach 12 marzo 2022, ore 17:00 CET 16ª giornata                            | Freienbach | 1 – 2 referto            | Paradiso | Sportanlage Chrummen |
| \| \| \| \| \| Quintoles 31’ (rig.) \| Marcatori \| 22’ Krasniqi 26’ Guarino \| |            |                          |          |                      |
|                                                                                 |            |                          |          |                      |
| Quintoles 31’ (rig.)                                                            | Marcatori  | 22’ Krasniqi 26’ Guarino |          |                      |

| Freienbach 19 marzo 2022, ore 17:00 CET 17ª giornata                       | Freienbach | 0 – 4 referto                            | Lugano II | Sportanlage Chrummen |
| \| \| \| \| \| \| Marcatori \| 5’, 59’ Casciato 25’ Mahmoud 84’ Borioli \| |            |                                          |           |                      |
|                                                                            |            |                                          |           |                      |
|                                                                            | Marcatori  | 5’, 59’ Casciato 25’ Mahmoud 84’ Borioli |           |                      |

| Wil 26 marzo 2022, ore 17:00 CET 18ª giornata                                    | San Gallo II | 2 – 2 referto         | Freienbach | Stadion Bergholz |
| \| \| \| \| \| Figueiredo 5’ Bytyqi 35’ \| Marcatori \| 19’ Sabino 90’ Ntsika \| |              |                       |            |                  |
|                                                                                  |              |                       |            |                  |
| Figueiredo 5’ Bytyqi 35’                                                         | Marcatori    | 19’ Sabino 90’ Ntsika |            |                  |

| Freienbach 13 aprile 2022, ore 20:00 CEST 19ª giornata     | Freienbach | 0 – 3 referto            | Winterthur II | Sportanlage Chrummen |
| \| \| \| \| \| \| Marcatori \| 7’ Volkart 36’, 60’ Vogt \| |            |                          |               |                      |
|                                                            |            |                          |               |                      |
|                                                            | Marcatori  | 7’ Volkart 36’, 60’ Vogt |               |                      |

| Uzwil 9 aprile 2022, ore 17:00 CEST 20ª giornata | Uzwil     | 0 – 1 referto | Freienbach | Sportanlage Rüti |
| \| \| \| \| \| \| Marcatori \| 12’ Sabino \|     |           |               |            |                  |
|                                                  |           |               |            |                  |
|                                                  | Marcatori | 12’ Sabino    |            |                  |

| Freienbach 23 aprile 2022, ore 17:00 CEST 21ª giornata                  | Freienbach | 2 – 1 referto | Balzers | Sportanlage Chrummen |
| \| \| \| \| \| Dzaferi 55’ D'Acunto 89’ \| Marcatori \| 53’ Domuzeti \| |            |               |         |                      |
|                                                                         |            |               |         |                      |
| Dzaferi 55’ D'Acunto 89’                                                | Marcatori  | 53’ Domuzeti  |         |                      |

| Tuggen 30 aprile 2022, ore 16:00 CEST 22ª giornata                     | Tuggen    | 3 – 0 referto | Freienbach | Sportplatz Linthstrasse |
| \| \| \| \| \| Jakupov 29’ (rig.), 64’ Barreiro 63’ \| Marcatori \| \| |           |               |            |                         |
|                                                                        |           |               |            |                         |
| Jakupov 29’ (rig.), 64’ Barreiro 63’                                   | Marcatori |               |            |                         |

| Freienbach 7 maggio 2022, ore 17:00 CEST 23ª giornata                                | Freienbach | 1 – 3 referto                           | Linth 04 | Sportanlage Chrummen |
| \| \| \| \| \| Sodano 65’ \| Marcatori \| 32’ Šabanović 60’ Bechtiger 84’ Pereira \| |            |                                         |          |                      |
|                                                                                      |            |                                         |          |                      |
| Sodano 65’                                                                           | Marcatori  | 32’ Šabanović 60’ Bechtiger 84’ Pereira |          |                      |

| Eschen 14 maggio 2022, ore 16:00 CEST 24ª giornata                 | Eschen/Mauren | 2 – 1 referto | Freienbach | Sportpark Eschen |
| \| \| \| \| \| Dorta 61’ Shabani 73’ \| Marcatori \| 90’ Straub \| |               |               |            |                  |
|                                                                    |               |               |            |                  |
| Dorta 61’ Shabani 73’                                              | Marcatori     | 90’ Straub    |            |                  |

| Freienbach 21 maggio 2022, ore 16:00 CEST 25ª giornata                                       | Freienbach | 3 – 2 referto          | Thalwil | Sportanlage Chrummen |
| \| \| \| \| \| Sabino 48’ Radović 56’ D'Acunto 59’ \| Marcatori \| 35’ D'Angelo 45’ Gashi \| |            |                        |         |                      |
|                                                                                              |            |                        |         |                      |
| Sabino 48’ Radović 56’ D'Acunto 59’                                                          | Marcatori  | 35’ D'Angelo 45’ Gashi |         |                      |

| Gossau 28 maggio 2022, ore 16:00 CEST 26ª giornata                                  | Gossau    | 3 – 2 referto  | Freienbach | Sportanlage Buechenwald |
| \| \| \| \| \| Abegglen 26’ Makia 31’ Özcelik 52’ \| Marcatori \| 6’, 71’ Sabino \| |           |                |            |                         |
|                                                                                     |           |                |            |                         |
| Abegglen 26’ Makia 31’ Özcelik 52’                                                  | Marcatori | 6’, 71’ Sabino |            |                         |

## Statistiche

### Statistiche di squadra
| Competizione | Punti | In casa | In casa | In casa | In casa | In casa | In casa | In trasferta | In trasferta | In trasferta | In trasferta | In trasferta | In trasferta | Totale | Totale | Totale | Totale | Totale | Totale | DR |
| Competizione | Punti | G       | V       | N       | P       | Gf      | Gs      | G            | V            | N            | P            | Gf           | Gs           | G      | V      | N      | P      | Gf     | Gs     | DR |
| ------------ | ----- | ------- | ------- | ------- | ------- | ------- | ------- | ------------ | ------------ | ------------ | ------------ | ------------ | ------------ | ------ | ------ | ------ | ------ | ------ | ------ | -- |
| Prima Lega   | 39    | 13      | 7       | 2       | 4       | 27      | 23      | 13           | 5            | 1            | 7            | 17           | 20           | 26     | 12     | 3      | 11     | 44     | 43     | +1 |
| Totale       | 39    | 13      | 7       | 2       | 4       | 27      | 23      | 13           | 5            | 1            | 7            | 17           | 20           | 26     | 12     | 3      | 11     | 44     | 43     | +1 |

### Andamento in campionato
| Giornata  | 1  | 2  | 3  | 4 | 5 | 6 | 7 | 8 | 9 | 10 | 11 | 12 | 13 | 14 | 15 | 16 | 17 | 18 | 19 | 20 | 21 | 22 | 23 | 24 | 25 | 26 |
| --------- | -- | -- | -- | - | - | - | - | - | - | -- | -- | -- | -- | -- | -- | -- | -- | -- | -- | -- | -- | -- | -- | -- | -- | -- |
| Luogo     | T  | C  | T  | T | C | T | C | T | C | T  | C  | T  | C  | C  | T  | C  | C  | T  | C  | T  | C  | T  | C  | T  | C  | T  |
| Risultato | P  | N  | P  | V | V | V | N | V | V | V  | V  | P  | V  | V  | P  | P  | P  | N  | P  | V  | V  | P  | P  | P  | V  | P  |
| Posizione | 11 | 10 | 11 | 8 | 8 | 6 | 9 | 7 | 3 | 2  | 2  | 3  | 3  | 3  | 3  | 3  | 4  | 4  | 6  | 4  | 4  | 6  | 6  | 7  | 6  | 7  |

Legenda:

Luogo: C = Casa; T = Trasferta. Risultato: V = Vittoria; N = Pareggio; P = Sconfitta.